# Karl Markus Michel
Karl Markus Michel (* 4. September 1929 in Hongkong; † 15. November 2000 in Berlin) war ein deutscher Essayist und Redakteur. Von 1961 bis 1974 arbeitete er als Lektor des Suhrkamp Verlages. Von 1975 bis zu seinem Tod gab er die Kulturzeitschrift Kursbuch heraus. Gemeinsam mit seiner Ehefrau Eva Moldenhauer verantwortete Karl Markus Michel außerdem eine neu edierte Gesamtausgabe in 20 Bänden der Werke Georg Wilhelm Friedrich Hegels.

## Leben
Karl Markus Michel war der Sohn eines deutschen Missionars. Er verbrachte seine Kindheit und Jugend in Darmstadt. Nach dem Abitur studierte er Germanistik, Philosophie, Soziologie und Kunstgeschichte in München und Frankfurt am Main. Dort war er ein Schüler von Kurt May und gehörte zum Kreis um dessen damaligen Assistenten Walter Höllerer. Eine geplante Dissertation über Franz Kafka blieb ungeschrieben. Von 1955 bis 1958 war Michel Mitarbeiter am Frankfurter Institut für Sozialforschung. Gleichzeitig begann er, Beiträge für Zeitschriften wie die Frankfurter Hefte zu verfassen.
Nach der Heirat mit Eva Moldenhauer ging Michel 1958 zum Hessischen Rundfunk, wo er bis 1961 als Hörspiel-Redakteur wirkte. 1961 wechselte er als Lektor zum Suhrkamp Verlag. Dort betreute er anfangs gemeinsam mit Walter Boehlich das literarische Programm, ab Mitte der 1960er Jahre wirkte er maßgeblich am Aufbau des wissenschaftlichen Programms mit. Er holte Autoren wie Claude Lévi-Strauss, Roland Barthes oder Michel Foucault zu Suhrkamp. Zum Hegel-Jahr 1970 gab er gemeinsam mit seiner Ehefrau Eva Moldenhauer eine Gesamtausgabe der Werke Georg Wilhelm Friedrich Hegels heraus.
1965 war er neben Hans Magnus Enzensberger einer der Mitbegründer der Kultur- und Theoriezeitschrift Kursbuch, als deren Mitherausgeber er ab 1971 firmierte. Spätestens ab 1975 war er erster Herausgeber des Kursbuchs und blieb es lebenslang. 1974 schied er aus dem Suhrkamp Verlag aus und gründete mit Axel Rütters den Syndikat Verlag, der bis 1986 bestand. Ab 1980 gehörte er der Münchner Redaktion des von Enzensberger gegründeten Magazins TransAtlantik an. Ab 1983 lebte Michel in Berlin, wo er 2000 an einem Krebsleiden starb.

## Werke
Mit dem Aufsatz Die sprachlose Intelligenz in zwei Teilen von 1965/1966 wurde Karl Markus Michel berühmt. Für sein gesamtes Werk erhielt er 1998 den Heinrich-Mann-Preis. Die Laudatio hielt Hans Magnus Enzensberger am 29. März 1998.
Karl Markus Michels Essays – etwa 50 an der Zahl – erschienen in verschiedenen Zeitungen und Zeitschriften, außer im Kursbuch und in TransAtlantik auch in Die Zeit, im Magazin der Frankfurter Allgemeinen, im Stern, im Spiegel und in der Frankfurter Rundschau – gelegentlich unter Pseudonymen. Der Autor selbst hat in Von Eulen, Engeln und Sirenen einige Texte überarbeitet und zusammengestellt.
Bücher und Aufsätze nach Erscheinungsjahr geordnet
- Die unsterbliche Hülle. In: Sprache im technischen Zeitalter, Nr. 2 (1962), S. 118–123.
- Die sprachlose Intelligenz I. In: Kursbuch 1, Juni 1965, S. 73–119.
- Die sprachlose Intelligenz II. In: Kursbuch 4, Februar 1966, S. 161–213.
- Die sprachlose Intelligenz III. In: Kursbuch 9, Juni 1967, S. 200–227.
- Ein Kranz für die Literatur. Fünf Variationen über eine These. In: Kursbuch 15, 1968, S. 169–186.
- Herrschaftsfreie Institutionen? In: Kursbuch 19, 1969, S. 163–195.
- Die sprachlose Intelligenz. Frankfurt 1968.[6]
- Wer wann warum politisch wird – und wozu. Ein Beispiel für die Unwissenheit der Wissenschaft. In: Kursbuch 25, Oktober 1971, S. 1–35.
- Untertänige Bitte um die Wiedereinführung der Zensur. In: Kursbuch 40, 1975, S. 179–183.
- Unser Alltag. Nachruf zu Lebzeiten. In: Kursbuch 41, September 1975, S. 1–40.
- Wir Überbauarbeiter. Ein Brief an mich und Meinesgleichen. In: Kursbuch 45, 1976, S. 9–27.
- Schön sinnlich. Über den Teufel und Seinesgleichen, das Fummeln, Schnüffeln und anderen Kitzel. In: Kursbuch 49, Oktober 1977, S. 1–35.
- Jeder für sich. Sektiererisches über Individuum und Gemeinschaft. In: Kursbuch 55. 1979, S. 38–58.
- Die Verführung. Schicksal einer abendländischen Geste. In: Kursbuch 59, 1980, S. 171 [Bilder].
- Kasuistik – die Tugend der Sünde. In: Kursbuch 60, 1980, S. 61–95.
- Versuch, die „Ästhetische Theorie“ zu verstehen. In: Materialien zur ästhetischen Theorie. Th. W. Adornos Konstruktion der Moderne. Hrsg. von Burkhardt Lindner und W. Martin Lüdke. Suhrkamp, Frankfurt am Main 1980, S. 41–107.
- Auf freiem Grund mit freiem Volke stehn. Überlegungen zum Grundgesetz. In: Transatlantik, Nr. 3, März 1981.
- Hab Sonne im Herzen. Über ein theoretisches Defizit. In: Kursbuch 64. 1981, S. 25–37.
- Über den Dataismus. In: Kursbuch 66, 1981, S. 63–81.
- Unsere Wenigkeit. Nachforschungen über den Verbleib des deutschen Geistes. In: Transatlantik, Nr. 3, März 1982.
- Die Eule der Minerva in der Götzendämmerung. In: Kursbuch 68, Juni 1982, S. 22–39.
- Die Macht der letzten Dinge. In: Kursbuch 70. 1982, S. 101–113.
- Die Herrschaft der neuen Glaubwürdigkeit. In: Kursbuch 71. 1983, S. 21 ff.
- Abschied von der Moderne? Eine Komödie. Kursbuch 73, 1983, S. 169–197.
- Ein Reich? Entwurf der Wiedervereinigung. In: Kursbuch 75. 1984, S. 170 ff.
- „Man sollte die hohen Herren bewundern“. Karl Markus Michel über den Schriftsteller und Ethnologen Victor Segalen. In: Der Spiegel, Nr. 15, 9. April 1984, S. 218–225.
- Grips und Chips. In: Kursbuch 75, März 1984, S. 145–150.
- Draußen im Lande. Juni-Briefe 84. In: Kursbuch 77, 1984, S. 61 ff.
- Der Butzen vom Apfel des Paris. Rückblick auf die Urteilskraft. In: Kursbuch 79, Februar 1985, S. 133–152.
- Zivilschutzbefohlen. In: Kursbuch 80, 1985, S. 173.
- Irre Grün. In: Kursbuch 82. 1985, S. 196–199 [Exkurs]
- Im Bauch des Wals. Abgesang auf die gesunde Persönlichkeit. In: Kursbuch 82, 1985, S. 115–141.
- Wie der Geist sich regt. Kulturnotizen in bewegten Sequenzen. In: Transatlantik, Sonderheft Nr. 4, 1985
- Nichts dazutun, nichts weglassen – alles wenden! Das Buch der Bücher: das Rätsel der Rätsel. In: Die Zeit, 20. Dezember 1985
- Vom Leib der Engel. Von den Frauen oder wenn alle Männer Engel wären. In: FAZ-Magazin, 21. Februar 1986
- Die Stunde der Sirenen. Vom Niedergang des Logozentrismus. In: Kursbuch 84 („Sprachlose Intelligenz?“), Juni 1986, S. 1–16.
- Grüße aus dem Jenseits. Ein Forschungsbericht. In: Kursbuch 86, 1986, S. 83–107.
- Der Schmerz. Illustrationen: Heinz Edelmann. In: FAZ-Magazin, 26. September 1986
- Bis daß der Tod… Aus den Archiven des Jüngsten Gerichts. In: Kursbuch 87, 1987, S. 125 ff.
- Die Pest in der Stadt. In: Die Zeit, 12. Juni 1987
- Die Magie des Ortes. Über den Wunsch nach authentischen Gedenkstätten und die Liebe zu Ruinen. In: Die Zeit, 11. September 1987
- Sprache des Sprachlosen im Beinhaus der Natur. Fotos: Wilfried Bauer. In: FAZ-Magazin, 9. Oktober 1987
- Rückkehr zur Fassade. In: Kursbuch 89, September 1987, S. 125–143.
- Die Mitte. In: Kursbuch 90, November 1987 [Exkurs]
- Alles Theater. In: Kursbuch 92, Mai 1988, S. 168–170 [Exkurs]
- 35 Schritte Distanz – 15 Schritte Barriere. Ein unzeitgemäßes Plädoyer für die Ehre. In: Die Zeit, 12. Februar 1988.
- Der Ruf nach dem Geist. Ein Rundblick auf die akademische Szene. In: Frankfurter Rundschau, 22. März 1988.
- Der Ruf nach dem Geist. In: Kursbuch 91, März 1988, S. 27–33.
- Lob der Fälschung. In: FAZ-Magazin, 22. Juli 1988
- Alte Meister, einstürzende Neubauten. Bleiben die Jungen in ihrer Ex & Hopp-Kultur stecken? In: Die Zeit, 23. September 1988
- Von Eulen, Engeln und Sirenen. Athenäum, Frankfurt am Main 1988
- Identität als Fassade. Rede an die Denkmalschützer. In: FAZ-Magazin, 10. März 1989
- Zwischen Himmel und Erde. Ein Geisterzug. In: Kursbuch 96, Juni 1989, S. 153–171.
- Orkustour. In: Kursbuch 96, 1989, S. 175–179 [Exkurs]
- Ist der Sozialismus am Ende? In: Die Zeit, 1. Dezember 1989
- Vorsicht-Die Bürger kommen. Fotos: William Klein. In: FAZ-Magazin, 12. Januar 1990
- Einführung in ein Ärgernis. In: Kursbuch 99. März 1990, S. 1–5.
- Heiliger Lukas! Kritik der Kunstkritik. In: Kursbuch 99. März 1990, S. 129–154.
- Gesichter. Physiognomische Streifzüge. Hain, Frankfurt am Main 1990[7]
- Die Menschheitsfalle. In: Kursbuch 104, Juni 1991, S. 23–35.
- Zierrat, Fetisch, Bluff. Eine Revue des schönen Scheins. In: Kursbuch 106, Dezember 1991, S. 151–168.
- Heldendämmerung. Die Schicksale der Grandiosität. In: Kursbuch 108, Juni 1992, S. 63–86.
- Liebknechts Ballon. Oder die Vergangenheit, als Denkmal dargestellt am Beispiel Berlins. In: Kursbuch 112, Juni 1993, S. 153–173.
- Das Fähnchen. Kleine Kasuistik der Kollaboration. In: Kursbuch 115, März 1994, S. 1–21.
- Volk im Raum. Ausblicke auf eine Topographie. In: Kursbuch 117, Sept. 1994, S. 29–48.
- Die Kopfgeburt. In: Kursbuch 123, März 1996, S. 73.
- Der klassische Zopf. In: Kursbuch 125. September 1996, S. 45–49.
- Der schwarzsamtene Oberrock. Über die kulturelle Ausstattung des Mannes. In: Kursbuch 127. März 1997, S. 11–35.
- Leib an Leib. Über die Schrecken der Nähe. In: Kursbuch 129. 1997, S. 27–37.
- Honig und Wachs – Über die alltägliche Paradoxie unserer Kultur. Rede zur Verleihung des Heinrich-Mann-Preises. In: Kursbuch 132, Juni 1998, S. 153–172.
- Winifred und Wolf. Frankfurt am Main 1998 (zusammen mit Hans-Georg Behr)
- Die Vollstreckung. Über das kulturelle Erbe West. In: Kursbuch 135, März 1999, S. 159–171.
- Kopfnoten für die Republik. Sieben Stationen der allmählichen Verbesserung unseres Landes. In: Kursbuch 141. Sept. 2000, S. 51–71.
- Der Patient ist das Phantom. In: FAZ, 16. November 2000, S. 53 [Wiederabdruck eines Artikels vom 8. November 2000 in der FAZ neben einem Nachruf von Henning Ritter]

Rezensionen
- Nun sprecht mal schön! K.M. Michel über Jürgen Habermas: Theorie des kommunikativen Handelns. In: Der Spiegel, Nr. 12, 22. März 1982, S. 210–215.
- Frecher Spott und kalte Häme [kurze Rezension zu: Peter Sloterdijk. Kritik der zynischen Vernunft. Edition Suhrkamp.] In: Der Stern, 11. Mai 1983
- Das Testament des Henkers [kurze Rezension zu: Henri Sanson. Tagebücher der Henker von Paris 1685–1847. Verlag Beck.] In: Der Stern, 19. Mai 1983
- Gelästertes Möbel kurze Rezension zu: Harold Stern. Die Couch. S.Fischer. In: Der Stern, 26. Mai 1983
- Geliebte Monstren [kurze Rezension zu: Stephan Oettermann. Die Schaulust am Elefanten. Syndicat]. In: Der Stern, 26. Mai 1983
- Das falsche Los [kurze Rezension zu: Ernst W.Heine. Kille Kille. Makabre Geschichten. Diogenes]. In: Der Stern, 1. Juni 1983
- Lachende Propheten [kurze Rezension zu: Rinjing Dorje, Addison G.Smith, Hans-Georg Behr. Die tolldreisten Geschichten von Onkel Tompa. Sphinx Pocket]. In: Der Stern, 9. Juni 1983
- Unbekümmert um Leichen der Logik [kurze Rezension zu: Carlos Fuentes. Das Haupt der Hydra. Deutsche Verlags-Anstalt]. In: Der Stern, 15. Juni 1983
- Reportagen eines Querkopfs [kurze Rezension zu: Niklaus Meienberg: Vorspiegelung wahrer Tatsachen. Limmat Verlag]. In: Der Stern, 7. Juli 1983
- Der Schuß von der Terrasse [kurze Rezension zu: Hans Weigold. „Eines der verwunschenen Häuser“. Diogenes Verlag]. In: Der Stern, 14. Juli 1983
- Reif für die Biokratie [kurze Rezension zu: Dieter Duhm. Aufbruch zur Neuen Kultur. Kösel-Verlag]. In: Der Stern, 11. August 1983

Kurzmitteilungen
- Kurzmitteilung zu Kursbuch 87, S. 103 ff. In: Der Spiegel Nr. 30, 1987, S. 11 [Die Kunstfigur des ersten Trompeters der Bamberger Symphoniker wird entschuldigend gegen den realen ersten Trompeter der Bamberger Symphoniker abgegrenzt.]

Herausgeberschaft
- Robert Musil: Aus den Tagebüchern. Berlin u. a., 1963
- Politische Katechismen. Frankfurt am Main 1966
- Georg Wilhelm Friedrich Hegel. Werke in 20 Bänden. Auf der Grundlage der Werke von 1832 bis 1845 neu edierte Ausgabe. Suhrkamp, Frankfurt am Main